# Catathelasma
Catathelasma — рід грибів родини Catathelasmataceae. Назва вперше опублікована 1910 року.

## Класифікація
До роду Catathelasma відносять 4 види:
- Catathelasma evanescens
- Catathelasma imperiale
- Catathelasma singeri
- Catathelasma ventricosum